# Grimpeiro
Rabudinho-das-araucárias ou grimpeiro (Leptasthenura setaria) é uma espécie de ave passeriforme da família Furnariidae pertencente ao gênero Leptasthenura. É nativa do centro-leste da América do Sul.

## Etimologia
O nome do gênero Leptasthenura é composto pelas palavras do grego “leptos”: fino, “asthenēs”: débil, e “oura”: cola, significando “de cauda fina e débil”; e o nome da espécie “setaria”, deriva do latim moderno “setarius”: com cerdas ou pelos, áspero.

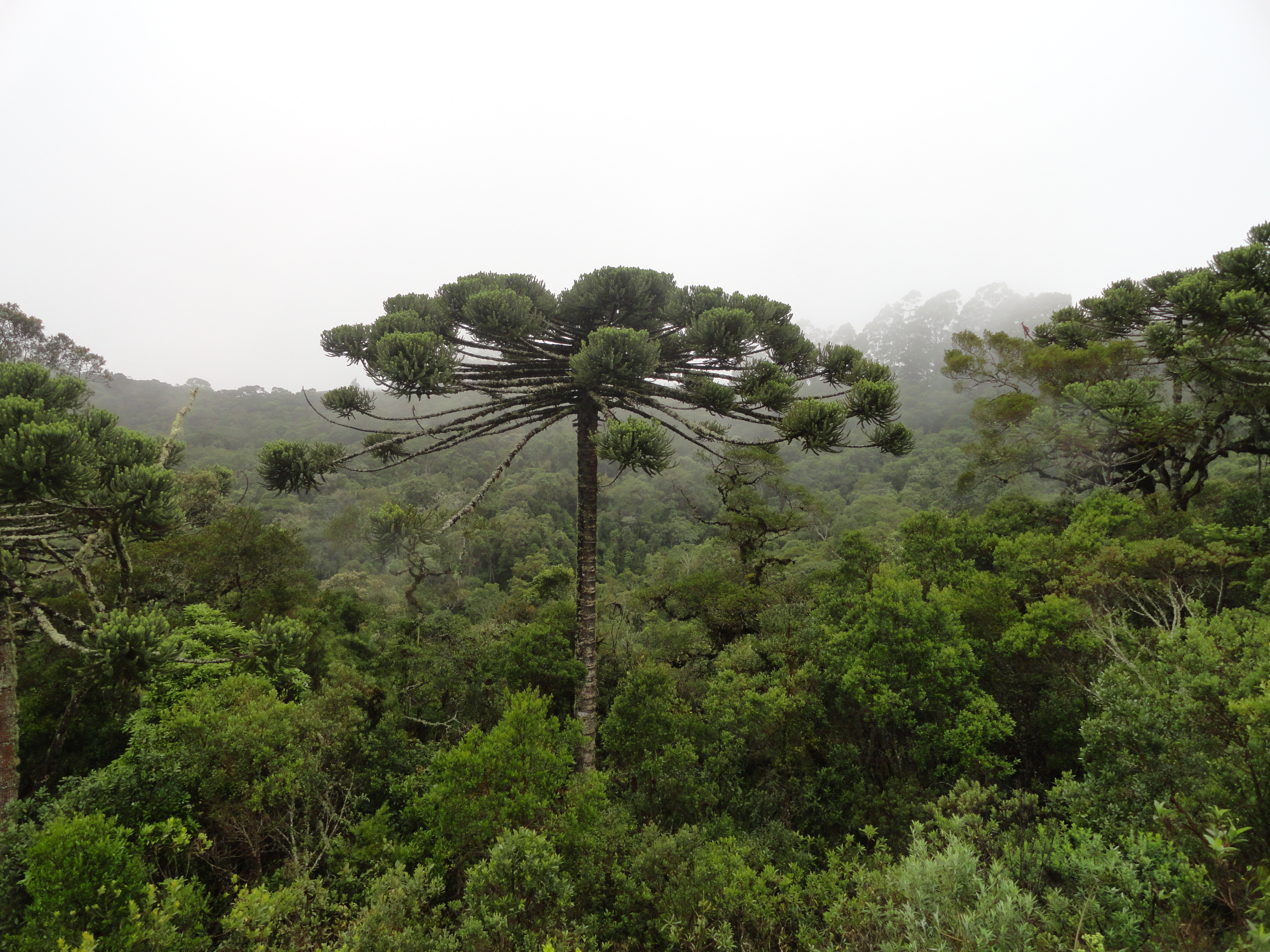
Mata de araucária, o hábitat da espécie.

## Distribuição e hábitat
O grimpeiro se distribui no sudeste do Brasil (desde o extremo sudeste de Minas Gerais e sul do Rio de Janeiro para o sul até o norte do Rio Grande do Sul) e no nordeste da Argentina na província de Misiones.
Esta espécie é considerada bastante comum em seu hábitat natural, o dossel das matas de araucária entre os 750 e 1900 m de altitude.

## Descrição

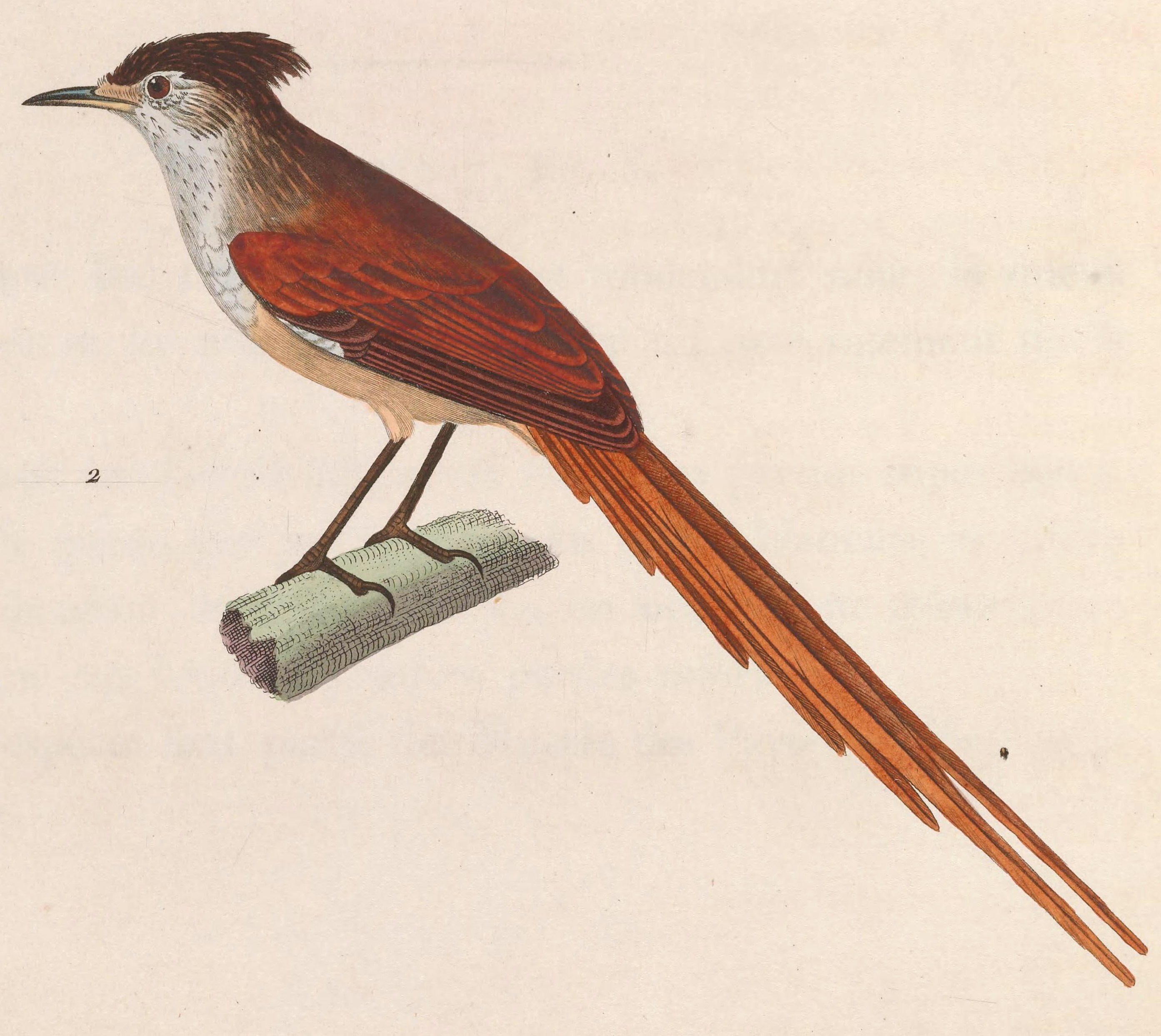
Ilustração de Huet y Prêtre em Nouveau recueil de planches coloriées d'oiseaux, 1838.

Mede 17 cm de comprimento. Possui uma crista proeminente com uma coroa de linhas pretas e esbranquiçadas. A parte de cima é principalmente marrom-avermelhada, com uma cabeça que vai de um cinza a um enegrecido e linhas superciliares esbranquiçadas, a cauda vermelha com as penas centrais pretas; a parte de baixo vai de um marrom claro até um ocre claro, com listras pretas no peito, A garganta é branca com lados enegrecidos e o crisso é pardo.

## Alimentação
Se alimenta de pequenos artrópodes, que encontra nos galhos e folhas das araucárias.

## Reprodução
Constrói um ninho com galhos secos de araucária e o protege com as folhas pontiagudas.

## Taxonomia
A espécie L. setaria foi descrita pela primeira vez pelo ornitólogo holandês Coenraad Jacob Temminck em 1824 sob o nome científico de Synallaxis setaria.
Os estudos genéticos demonstram que o grimpeiro é irmão do par formado pelo rabudinho (Leptasthenura platensis) e pelo grimpeirinho (L. striolata). Anteriormente, a espécie foi colocada nos géneros monotípicos Dendrophylax ou Bathmidura. Não são reconhecidas subespécies.